# Cristoforo Gherardi

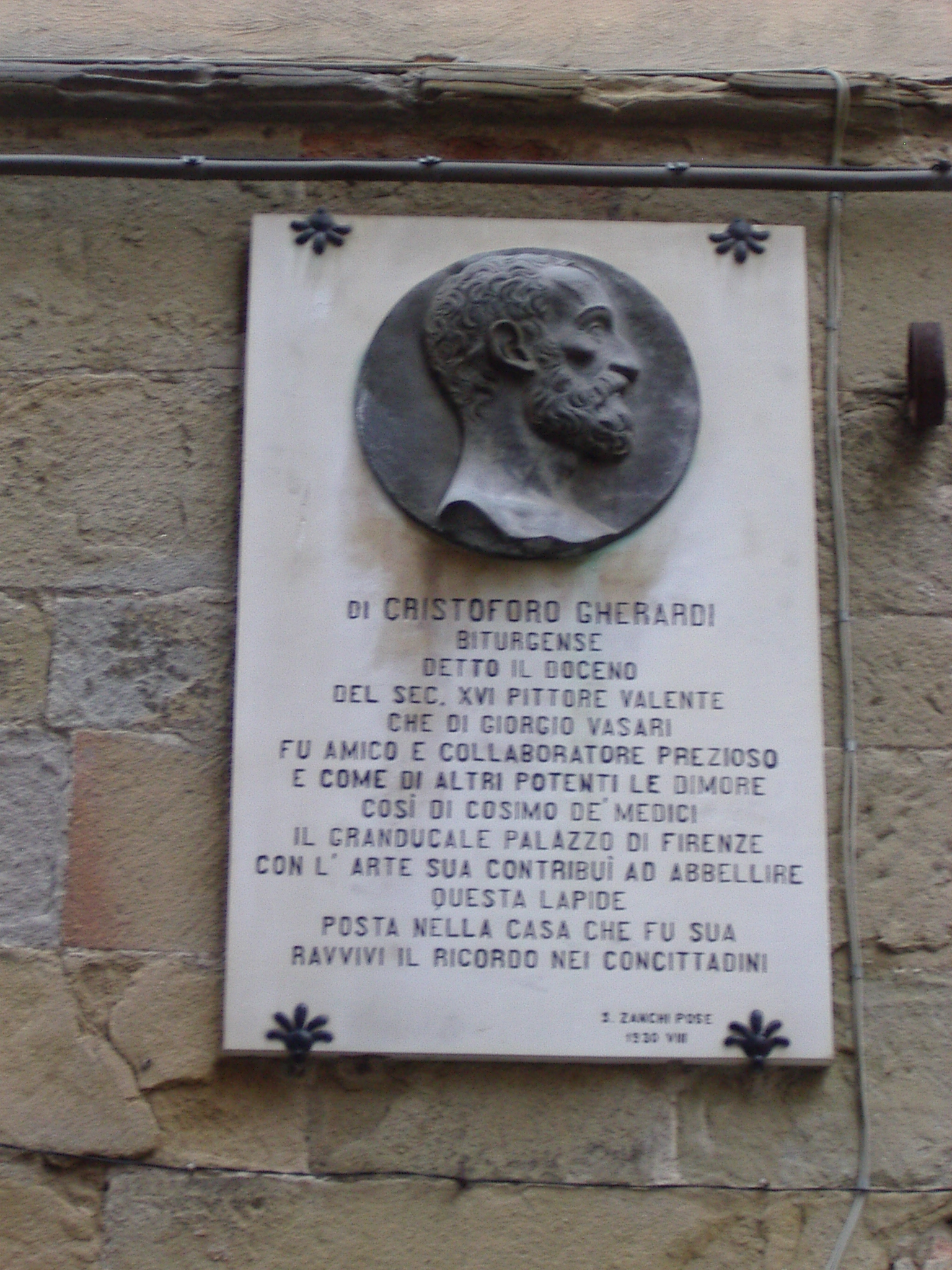
Plaque commémorative dédiée à Cristoforo Gherardi, sur sa maison natale à Sansepolcro

Cristoforo Gherardi ou encore Cristofano Gherardi dit il Doceno (dal Borgo) (né le 25 novembre 1508 à Borgo San Sepolcro et mort en avril 1556 dans la même ville), est un peintre italien maniériste, actif au XVIe siècle, pupille et proche collaborateur de Giorgio Vasari avant et après son exil de Florence.

## Biographie
Cristoforo Gherardi fait son apprentissage auprès de Raffaellino del Colle, puis rencontre Rosso Fiorentino et Giorgio Vasari.
En 1536, Vasari l'appelle pour les décorations de la cérémonie d'accueil de Charles Quint dans la ville. L'année suivante, accusé de conspiration contre Cosme Ier de Toscane, Cristofano Gherardi, chassé de Toscane, doit quitter Borgo San Sepolcro pour se réfugier dans le proche État pontifical. De 1537 à 1546, il est hébergé par l'abbé Giulio Bufalini à San Giustino, où il travaille aux fresques avec Giovanni Battista Cungi de scènes mythologiques de certaines salles du Castello Bufalini ainsi qu'à Città di Castello.
Il fut actif principalement en Toscane et Ombrie, suivit Vasari avec lequel il collabora à Bologne, Rome, Venise et Naples.
Finalement amnistié, il retourna à Florence en 1554 et travailla au Palazzo Vecchio.
Pendant cet exil, il peint la Visitation de Marie à Élisabeth pour l'église San Domenico à Città di Castello, des décorations d'église à Sansepolcro, et des travaux pour les Vitelli pour qui il travaille.
Il retourne assister Vasari pendant ses deux dernières années dans les travaux du Quartiere degli Elementi au Palazzo Vecchio, si bien que certaines fresques leur sont attribuées conjointement (Castration d'Uranus, Sala di Cerere…), puis Vasari emploie pour le remplacer Giovanni Stradano comme assistant principal.

## Œuvres
- La Sala di Cerere et autres fresques au Quartiere degli Elementi, notamment Chronos  castre son père Ouranos, le dieu grec du ciel, huile sur bois, plafond de la salle dite « des Éléments », Palazzo Vecchio, Florence (1556 - avec Giorgio Vasari
- fresques : Abraham, Isaac, Conversion de saint Paul, Transfiguration (1555), Musée diocésain, Cortone.
- Allégorie de la rédemption du genre humain conservée à Rome à la Villa Albani
- La Visitation de la Vierge, peinture (1541-1545), San Domenico à Città di Castello, conservée au musée des Augustins de Toulouse
- Interventions (parmi ses œuvres principales)  au castello Bufalini à San Giustino, notamment Stanza degli dei pagani, fresques[2], et dans les divers palais  Vitelli à Città di Castello (Palazzo Vitelli alla Cannoniera, Palazzo Vitelli a Sant'Egidio, Palazzo Vitelli a San Giacomo).
- Dessins au musée du Louvre (Paris), département des Arts graphiques : 
  - Junon assise sur des nuages, la main droite posée sur un paon
  - Clélie sauvant les jeunes Romaines, et allégorie du Tibre
  - Hélène se rendant à Pâris
  - La Vierge portée par les anges
  - Paysan labourant : allégorie du mois de novembre
  - Sainte Famille avec saint Jean-Baptiste, sainte Anne ou sainte Elisabeth
  - Sainte Famille avec sainte Anne et saint Jean
  - Un Oiseleur à genoux : allégorie du mois d'octobre

## Galerie

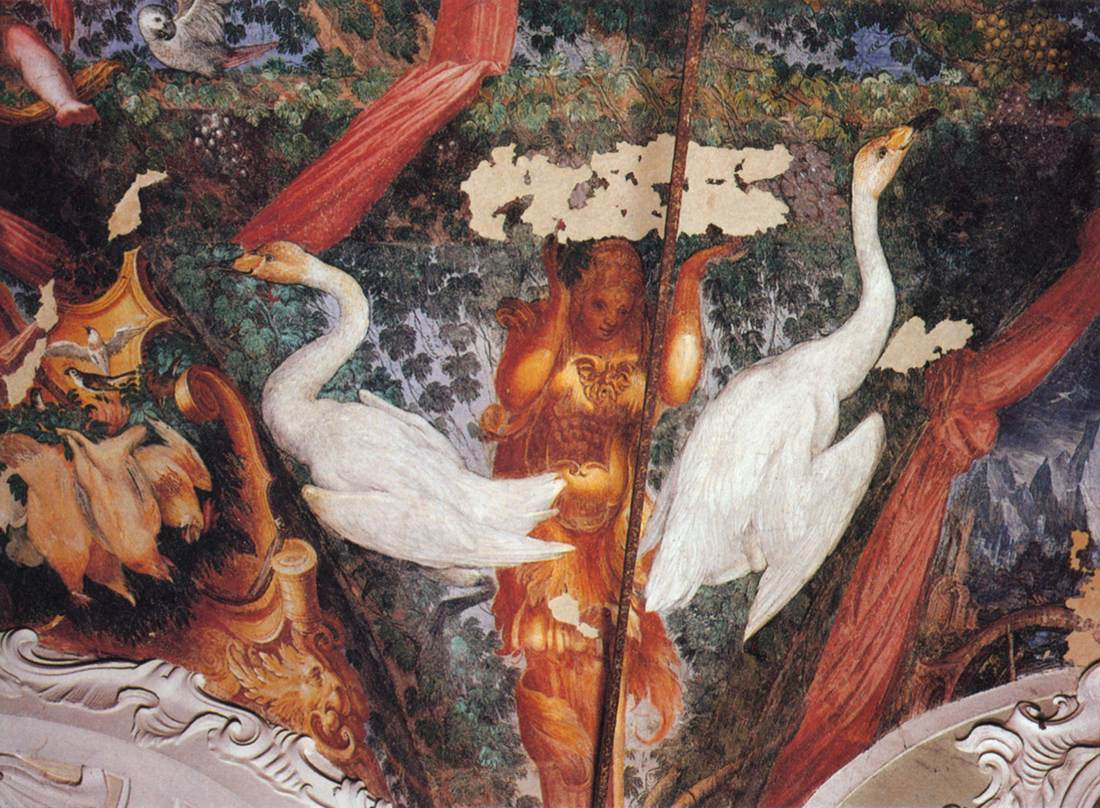
Fresque, Palazzo Vitelli a Sant'Egidio
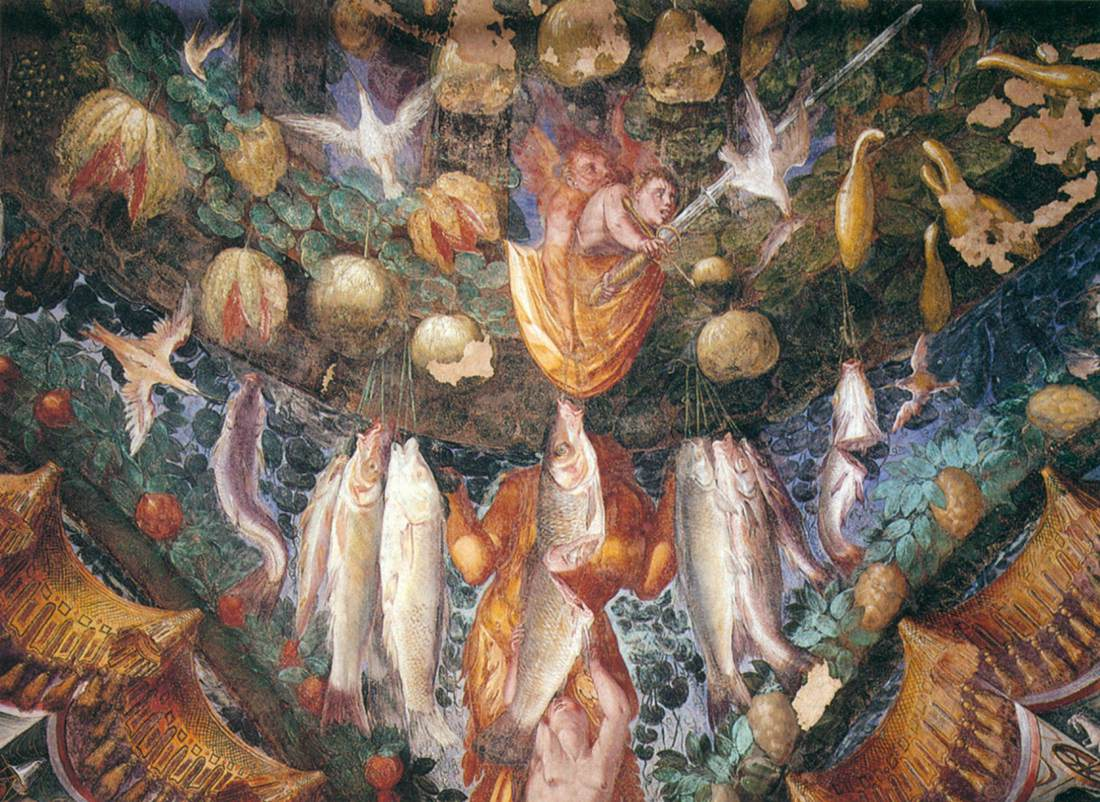
Fresque, Palazzo Vitelli a Sant'Egidio
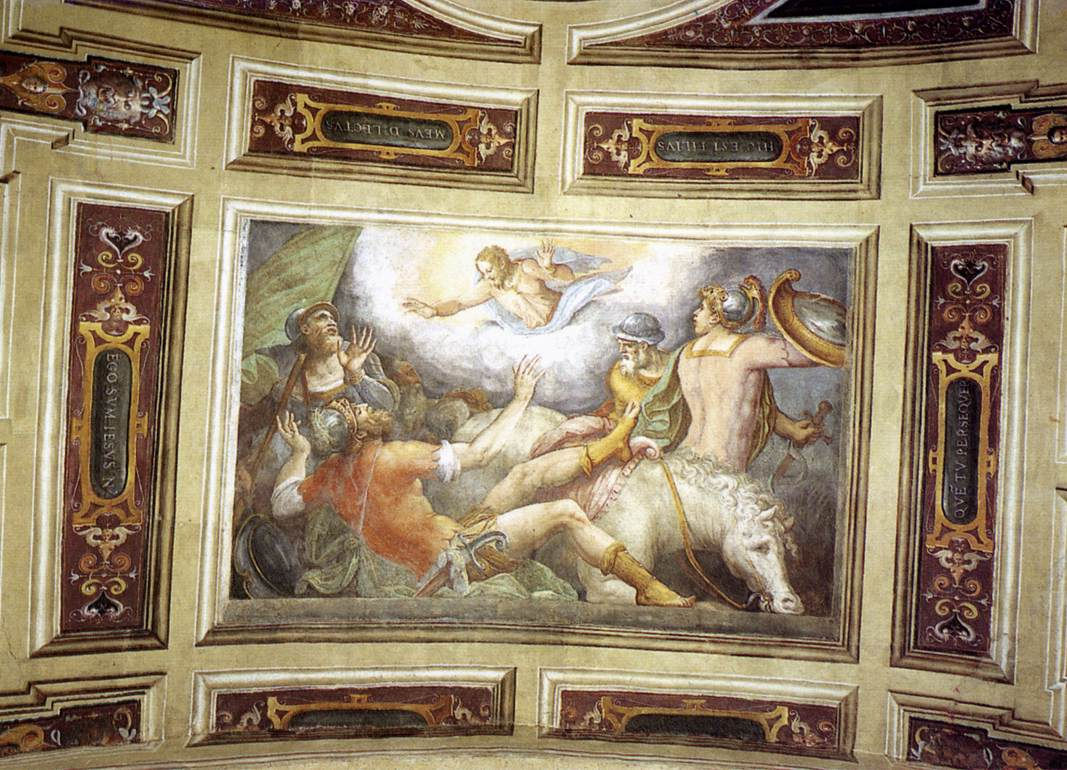
Conversion de saint Paul (1555), Fresque, Musée diocésain, Cortone
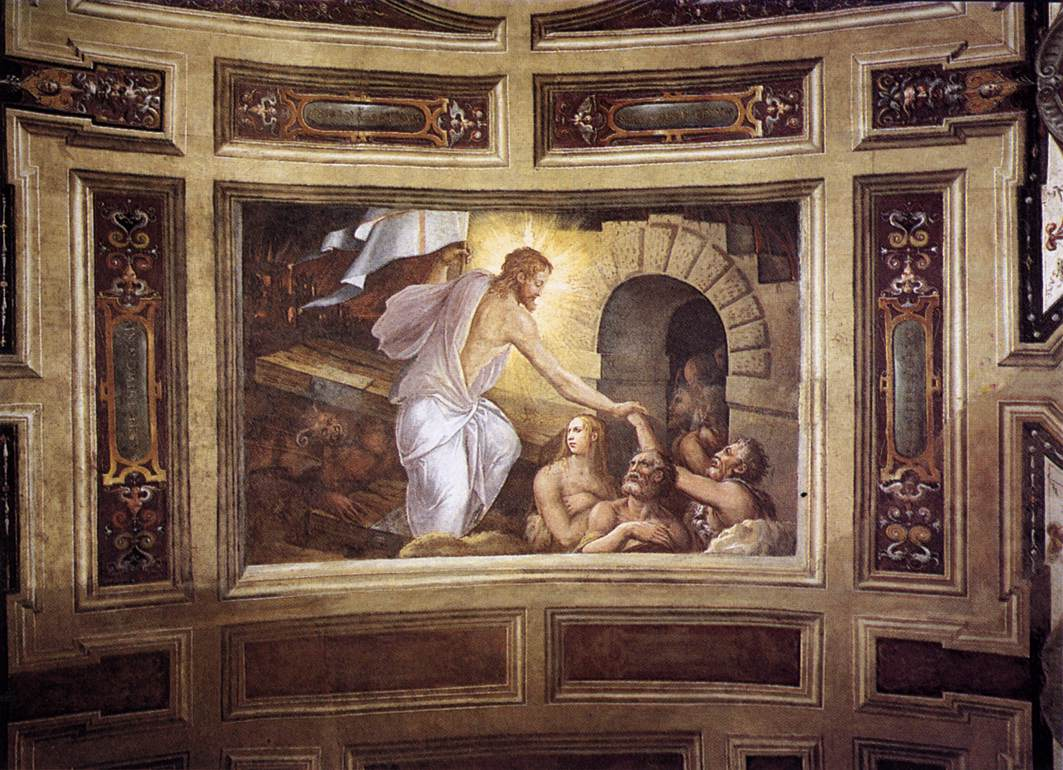
Descente aux Limbes, Cortone
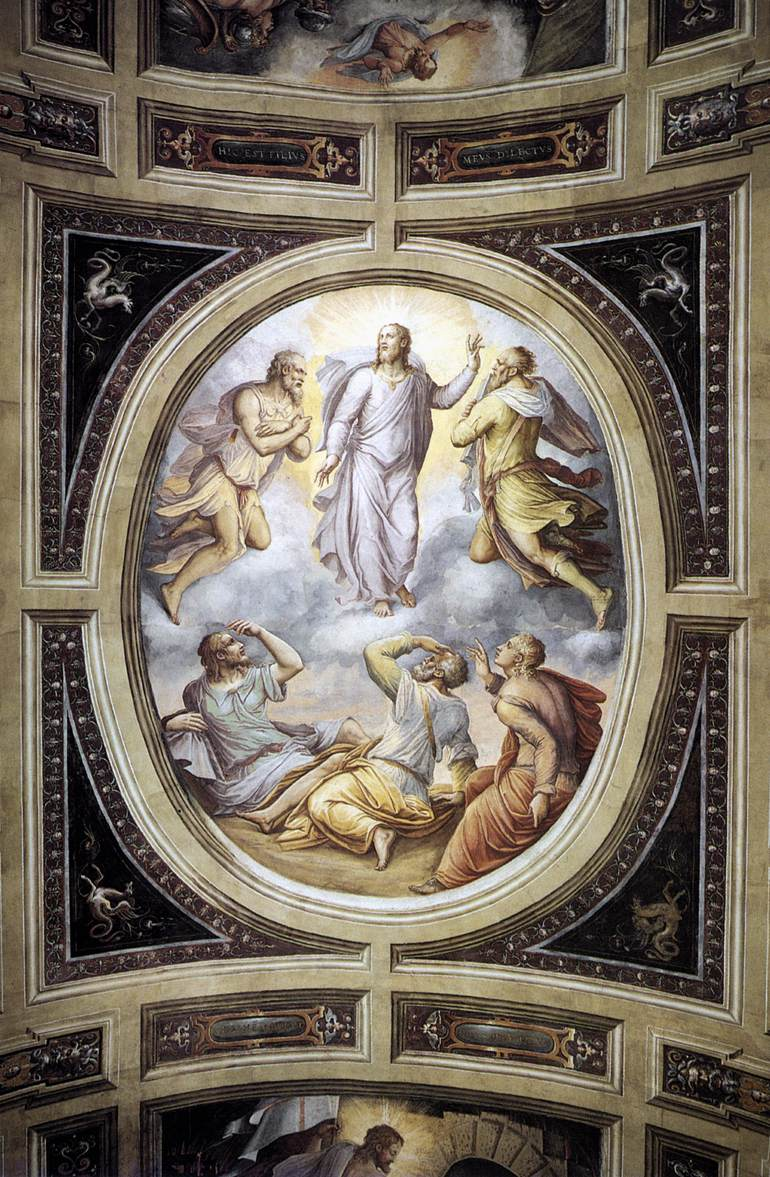
Transfiguration, Cortone